# Ölleveransspelet
Ölleveransspelet (från engelskans Beer distribution game alternativt Beer game) är ett spel som konstruerats av en grupp professorer vid Sloan School of Management på MIT under tidigt 1960-tal. Spelet simulerar en distributionskedja (supply chain) från en öltillverkare via distributör, grossist och butik till slutkonsumenten. Spelets syfte är att skapa förståelse för vikten av informationsutbyte mellan distributionskedjans aktörer och spelet används ofta i utbildningssyfte för ledning och leveransansvariga i företag eller universitetsstuderande.

## Regler
Spelet spelas i lag om fyra personer: en ölproducent, en distributör, en grossist och en butiksinnehavare. Utöver dessa tillkommer en spelledare, som förklarar reglerna samt simulerar slutkonsumentens (kundens) behov. Vid spelets början har samtliga speldeltagare redan fått sig tilldelat en viss mängd ölbackar (i normala fall spelmarkörer). Spelet startar genom att spelledaren placerar en beställning hos butiken. Butiksinnehavaren får dock inte se denna beställning innan han själv har placerat en beställning hos grossisten. Denne måste i sin tur lägga en beställning hos distributören som måste beställa hos ölproducenten. Ölproducenten måste i sin tur planera för nästa periods produktion. I nästföljande period måste samtliga spelare leverera de mängder som beställts. Om de inte kan leverera den efterfrågade mängden eftersom deras lager är tomt så måste de böta. Det lönar sig däremot inte att samla på sig ett alltför stort lager, eftersom man får betala en avgift för allt som man har i sitt lager. Denna avgift är dock lägre än bötesbeloppet för utebliven leverans. Under spelets gång får spelarna inte kommentera de egna leveranserna annat än att göra sina beställningar, eftersom det skulle förstöra spelets syfte.

## Spelets slut
Teoretiskt kan spelet spelas hur länge som helst, men vanligtvis anpassas det till föreläsningens längd, eller till dess att spelledaren/föreläsaren ansett att spelandet har uppnått sitt syfte. Beroende på spelledarens strategi kan det ta olika lång tid, men i vanliga fall efter en timme, eller 20-talet utförda spelperioder. Vinner gör det lag vars sammanlagda kostnader för lager och uteblivna leveranser är den lägsta.

## Spelets utfall
Om spelarna vore väl förutseende, vilket i vanliga fall inte är fallet, skulle det ta fyra spelperioder att anpassa produktion till kundens behov. Utöver detta skulle det ta ytterligare fyra perioder för produktionsvolymen att nå konsumenten.
Eftersom det ur pedagogisk synvinkel anses dåligt om någon i förväg redan känner till vad som kan bli spelets utfall, kan spelledaren försöka undvika sådana situationer.
Eftersom spelarna inte får kommentera sina leveranser till de andra spelarna på annat sätt än genom beställningarna (som endast får ses av mottagaren av beställningen), sker dock oftast en fördröjning innan konsumentens ändrade inköpsvanor har nått till producenten. I ett vanligt spelscenario låter spelledaren de första beställningarna från kunden hos butiken vara relativt stora i förhållande till butikens lager. Detta får butiksinnehavare att öka beställningen hos grossisten. Då ölproducenten dock inte vet om detta kommer han antagligen att fortsätta producera en relativt liten mängd. När grossisten så småningom märker att butiksinnehavaren alltid beställer mer än hans lager tillåter måste även han beställa mer hos distributören. Detta dröjer i vanliga fall ett tag eftersom grossisten tror (alternativt hoppas) på att den stora efterfrågan från butiksinnehavaren är tillfällig. Detta mönster upprepas (oftast) även mellan distributören och producenten. När butiksinnehavarens lager till slut är tomt och han märker att grossisten inte kan leverera de mängder som beställts, inträffar ofta det psykologiska fenomen att butiksinnehavaren börjar göra ännu större beställningar. När budskapet om högre produktion slagit igenom och de tidigare beställningarna börjar komma är risken stor att beställningarna kommer i för stora mängder (bullwhip effect på engelska) och då kanske kundefterfrågan har återgått till en mer moderat nivå.